# Peer Heinlein

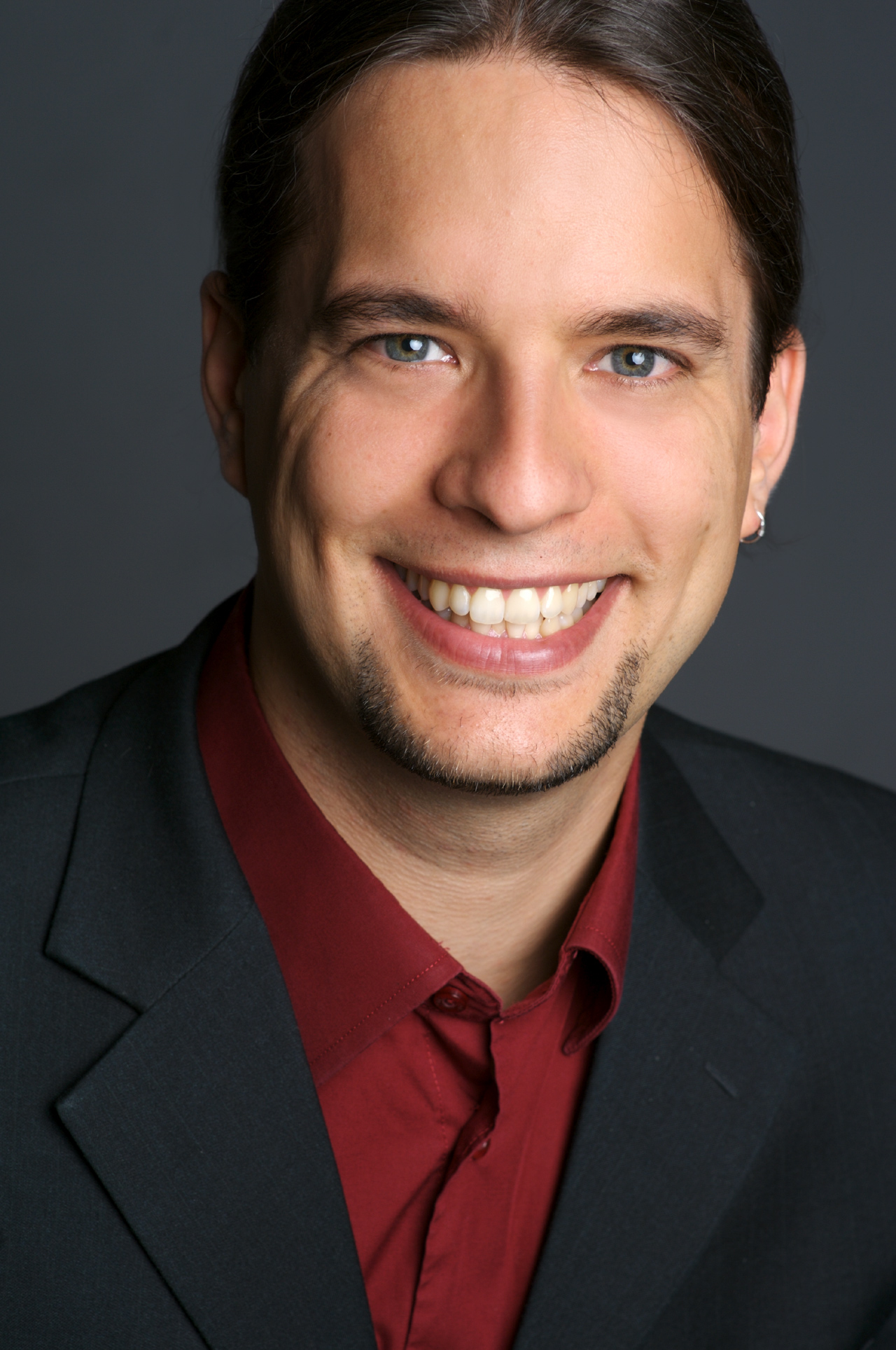
Peer Heinlein

Peer Heinlein (* 11. Juni 1976 in Berlin) ist Fachbuchautor, Linux- und Sicherheitsberater und Unternehmer.

## Biografie

### Schule, Studium und Abschlüsse
Heinlein besuchte bis 1995 das Georg-Herwegh-Gymnasium in Berlin und studierte daraufhin Rechtswissenschaft an der Humboldt-Universität zu Berlin. Sein Studium schloss er 2001 mit dem ersten Staatsexamen ab.
Er ist als Linux-Administrator (LPIC-2) zertifiziert.

### Autor und Redakteur
Ab November 1992 bis zum Juni 1998 war Heinlein bei der Jungen Presse Berlin ehrenamtlicher Mitarbeiter, darunter fünf Jahre als 1. Vorsitzender der Geschäftsführung. Ab Oktober 1998 bis zum Juni 1999 war er als Redakteur beim Tagesspiegel in der Lokalredaktion Berlin/Brandenburg beschäftigt. Darüber hinaus betreute er redaktionell und organisatorisch das Medienprojekt Klasse!. Sein erstes Fachbuch publizierte er im März 2002, weitere Bücher, die unter Linux-Anwendern teilweise als Standardwerk gelten, folgten. Auch verfasst er seit 2002 regelmäßig Fachbeiträge unter anderem im Linux-Magazin oder iX und hält Vorträge auf Konferenzen und Kongressen, wie beispielsweise beim LinuxTag und der Cebit.

### Unternehmerischer Werdegang
Seit November 1992 betreibt Heinlein den Internetprovider JPBerlin. Im Januar 1995 gründete er ein Linux-Consulting-Unternehmen (seit 2004 GmbH), in welches JPBerlin eingegliedert wurde. Die weiteren Geschäftsbereiche sind eine Linux-Akademie mit Schulungen und Konferenzen für Administratoren sowie eine Appliance-Reihe rund um E-Mail-Systeme. Seit Februar 2014 existiert das kostenpflichtige E-Mail-Angebot mailbox.org.
Zu den Auftraggebern des Unternehmens gehören unter anderem der Bund, die Länder, Hilfsorganisationen und verschiedene deutsche Unternehmen. Heinlein stellt auch einige Server für das Netzportal und Spendenkampagnen von Wikimedia Deutschland bereit.
Er ist Geschäftsführer der Heinlein Gruppe, mailbox.org, OpenTalk und OpenCloud.

## Veröffentlichungen (Auswahl)
- Dovecot, POP3/IMAP-Server für Unternehmen und ISPs. 1. Auflage, Open Source Press, 2014, ISBN 978-3-95539-074-7
- Dovecot, POP3/IMAP servers for enterprises and ISPs. 1st edition, Open Source Press, 2014, ISBN 978-3-95539-108-9
- LPIC-1. Vorbereitung auf die Prüfung des Linux Professional Institute. 5. Auflage, Open Source Press, 2013, ISBN 978-3-941841-82-6
- Das Postfix-Buch. Sichere Mailserver mit Linux. 3. Auflage, Open Source Press, 2008, ISBN 978-3-937514-50-5
- The Book of IMAP, Building a Mail Server with Courier and Cyrus, 1st edition, NoStarchPress, 2008, ISBN 978-1-59327-177-0
- POP3 und IMAP. Mailserver mit Courier und Cyrus. 1. Auflage, Open Source Press, 2007, ISBN 978-3-937514-11-6
- Snort, Acid und Co. Einbruchserkennung mit Linux. 1. Auflage, Open Source Press, 2004, ISBN 978-3-937514-03-1